# 洛德 (伊利諾伊州)
洛德（英語：Lowder）是位於美國伊利諾伊州桑加蒙縣的一個非建制地區。該地的面積和人口皆未知。

## 地理
洛德的座標為39°33′03″N 89°50′45″W / 39.55083°N 89.84583°W，而該地的平均海拔高度為211米（即692英尺）。